# Санйо-сінкансен
Санйо́-сінкансе́н (яп. 山陽新幹線 Санйо: Сінкансен) — лінія мережі високошвидкісних потягів сінкансен, що сполучає Осаку та Фукуоку — два найбільших міста на заході Японії. Лінія належить компанії JR West і межує з лініями Токайдо-сінкансен на сході та Кюсю-сінкансен на заході.

## Історія
Будівництво дистанції між станціями Сін-Осака й Окаяма було ухвалено 9 вересня 1965 року і розпочалось 19 березня 1967 року. Будівництво ділянки Окаяма — Хаката було розпочато 10 лютого 1970 року. 15 березня 1972 року була задана в експлуатацію ділянка Сін-Осака — Окаяма, а 10 березня 1975 року — решта лінії. 

## Рухомий склад
На Сайно-сінкансен використовуються наступні типи поїздів:
- серія 500: маршрути Хікарі та Кодама
- серія 700: маршрути Нодзомі, Хікарі та Кодама
- серія N700: маршрути Нодзомі та Хікарі
- серія N700-7000/8000: Мідзухо та Сакура

| Прапор Японії | Це незавершена стаття про Японію. Ви можете допомогти проєкту, виправивши або дописавши її. |